# Wykres Pourbaix
Wykres Pourbaix (wymowa według IPA: [puʁb'ɛ]; inaczej wykres potencjał/pH)  – opracowany przez belgijskiego chemika Marcela Pourbaix'go (1904–1998) sposób graficznego przedstawiania wyników termodynamicznej analizy równowag w układach elektrochemicznych. W układzie współrzędnych potencjał–pH są wykreślane linie zgodne z równaniem Nernsta, odnoszące się do wszystkich połówkowych reakcji elektrodowych utleniania i redukcji, które mogą zajść w półogniwie. Linie ograniczają obszary termodynamicznej trwałości faz, np. różnych produktów stałych lub wodnych roztworów, w których dominuje określony rodzaj jonów.

## Zasada sporządzania wykresów
Wykresy są sporządzane w oparciu o równanie Nernsta – podstawowe równanie elektrochemii. Równanie określa wartość potencjału elektrody, związanego z reakcją połówkową, zachodzącą w półogniwie galwanicznym. Dla ogólnej reakcji elektrodowej:
a A + b B  =  c C + d D
wartość równowagowego potencjału elektrody (E) oblicza się z równania:
{\displaystyle E=E^{0}+{\frac {RT}{zF}}\log {\frac {[C]^{c}[D]^{d}}{[A]^{a}[B]^{b}}}}
gdzie: E0 – potencjał normalny elektrody, R – stała gazowa; T – temperatura; z – liczba elektronów wymienianych w reakcji połówkowej; F – stała Faradaya; [A], [B], [C], [D] – stężenia molowe indywiduów chemicznych biorących udział w reakcji elektrodowej (zastępujące aktywności a); C i D – produkty utleniania.
Proste na wykresie E–pH wykreśla się dla różnych wartości stężenia jonów metalu, np. 10−3 M lub 10−6 M (albo dla jednostkowej aktywności jonów). Linie na wykresach są poziome, pionowe lub ukośne, zależnie od tego, czy w równaniu odpowiedniej reakcji połówkowej występują jony wodorowe i elektrony, co ilustruje przykład: 
M + H2O  = MO + 2H+ + 2e−
{\displaystyle E=E^{0}+{\frac {RT}{2F}}\log {\frac {[MO][H^{+}]^{2}}{[M][H_{2}O]}}}
{\displaystyle E=E^{'}+{\frac {RT}{2F}}log[H^{+}]^{2}}
{\displaystyle E=E^{'}-{\frac {RT}{F}}pH}

Wykres Pourbaix – przykład poglądowy

Dla innych reakcji elektrodowych, które mogą zachodzić na powierzchni tej samej elektrody (utlenianie, redukcja i reakcje zachodzące bez zmiany stopnia utlenienia) otrzymuje się linie o różnym położeniu i nachyleniu, co ilustruje przykład hipotetycznego układu M (metal)−H2O:
| H2 = 2H+ + 2e−           | linia a: zależność potencjału elektrody wodorowej od pH                            |
| 2H2O = O2 + 4H+ + 4e−    | linia b: zależność potencjału elektrody tlenowej od pH                             |
| M = M2+ + 2e−            | potencjał utleniania M niezależny od pH; linia pozioma                             |
| M + H2O = MO + 2H+ + 2e− | potencjał utleniania M zależny od pH; linia skośna                                 |
| M2+ + H2O = MO + 2H+     | równowaga niezależna od potencjału (brak zmiany stopnia utlenienia); linia pionowa |

## Przykłady wykresów

Fe–H_{2}O
Cu–H_{2}O
Au–H_{2}O
Al–H_{2}O
Mn–H_{2}O
Zn–H_{2}O–CO_{3}^{2–}
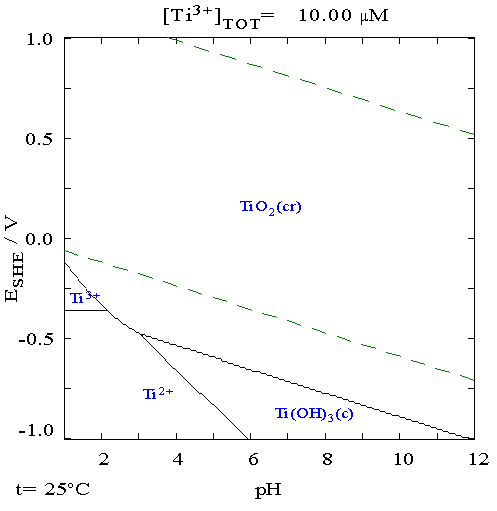
Ti–H_{2}O
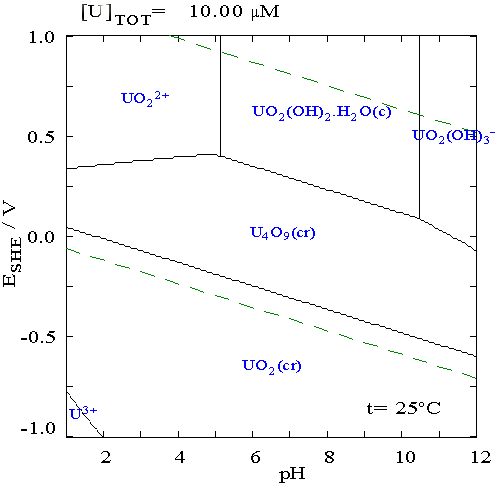
U–H_{2}O
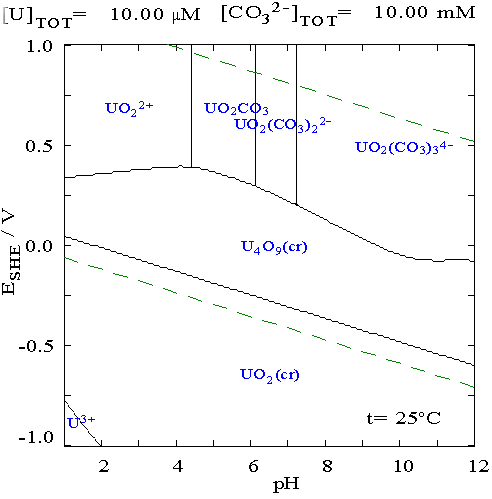
U–H_{2}O–CO_{3}^{2–}

- Fe–H2O[6]
- Cu–H2O
- Au–H2O
- Al–H2O[7]
- Mn–H2O
- Zn–H2O–CO32–
- Ti–H2O
- U–H2O[8]
- U–H2O–CO32–[8]

## Zastosowania
Wykresy Pourbaix są termodynamiczną podstawą analiz przebiegu korozji elektrochemicznej oraz opracowywania metod ochrony metali przed korozją (ochrona katodowa i ochrona anodowa). Wyciąganie wniosków praktycznych wymaga uwzględnienia licznych zastrzeżeń, np. wykresy:
- określają zachowanie metali czystych
- odnoszą się do temperatury 25 °C
- dotyczą tylko warunków równowagi termodynamicznej (ogniwo galwaniczne otwarte)
- sporządzono przyjmując, że korozja jest stanem, w którym stężenie jonów metalu przekracza określoną wartość (np. 10−6 M)
- sporządzono przyjmując, że pasywacją jest stan, w którym termodynamicznie trwałe są wszystkie stałe produkty reakcji elektrodowych (niezależnie od rzeczywistych możliwości tworzenia warstewek ochronnych)